# Periferní nervová soustava

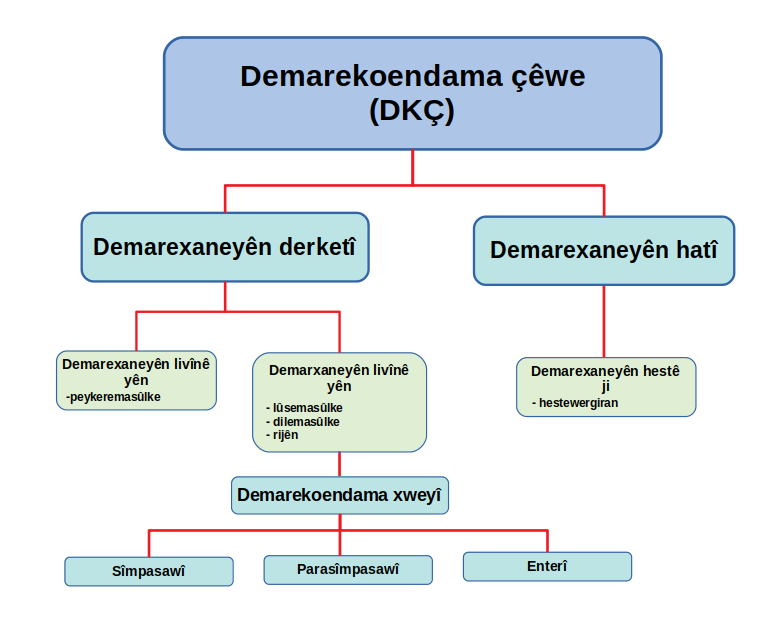
Vývojový diagram periferního nervového systému

Periferní nervová soustava (PNS) je část nervové soustavy obsahující nervy a neurony, které se nalézají mimo centrální nervovou soustavu (mozek a mícha). Dělí se na nervy mozkomíšní a vegetativní.

## Nervy mozkomíšní
Nervy mozkomíšní neboli cerebrospinální tvoří svazečky vláken s myelinem. Vlákna jsou buď dostředivá (senzitivní – vedou cit a bolest), nebo odstředivá (motorická – zajišťují pohyb). Další rozdělení je na nervy míšní a hlavové.
Hlavových nervů je dvanáct párů a inervují hlavu a krk včetně smyslových orgánů.

### Přehled hlavových nervů
I. Čichové nervy (nervi olfactorii) – vstupují do kyjovitých výběžků u čichového laloku.
II. Zrakový nerv (nervus opticus) – vede přes thalamus do zrakového okrsku.
III., IV., VI. Okohybné nervy (nervi oculomotorii) – vedou přes střední mozek.
V. Trojklaný nerv (nervus trigeminus) – má tři větve, které inervují žvýkací svaly, kůži obličeje, zuby, nosní a ústní sliznici a senzitivní vlákna jazyka:
- V.1 n. ophtalmicus
- V.2 n. maxillaris
- V.3 n. mandibularis

VII. Lícní nerv (nervus facialis) – inervuje mimické svaly, slinné žlázy; vstupuje do prodloužené míchy.
VIII. Sluchově rovnovážný nerv (nervus vestibulocochlearis) – vede ze statokinetického čidla na hlemýždi ve vnitřním uchu do středního mozku.
IX. Jazykohltanový nerv (nervus glossopharyngeus) – vede z chuťového čidla do prodloužené míchy, inervuje také svalstvo hltanu a příušní žlázu.
X. Bloudivý nerv (nervus vagus) – dalece opouští oblast hlavy, podílí se na inervaci orgánů hrudní a břišní dutiny.
XI. Přídatný nerv (nervus accessorius) – inervuje svaly krku a šíje, vede do prodloužené míchy.
XII. Podjazykový nerv (nervus hypoglossus) – inervuje svalstvo jazyka a vede rovněž do prodloužené míchy.

### Míšní nervy
Míšní nervy vycházejí z míchy, z každého segmentu jeden, a vystupují ven z páteře, aby zásobily zbytek těla. Uvnitř míšního kanálu vznikají ze dvou kořenů – jeden pro cit a druhý pro pohyb. Po tom, co opustí prostory páteře, se rozdělí na přední a zadní větev, přičemž přední větev inervuje většinu těla. Přední větve se skládají do pletení – krční pleteň, pažní, bederní a křížová pleteň. Nervy hrudních segmentů vedou každý jedním mezižebřím.
Mícha nerostla za našeho dětství tak rychle jako my, a tak se oproti páteři relativně zkrátila. Končí přibližně ve výšce obratle L1 (což je zhruba v úrovni ledvin, těsně pod dolním okrajem hrudního koše). Pod touto úrovní se už nachází jen cauda equina (koňský ocas), který je tvořen míšními nervy. Proto se pod touto úrovní odebírá mozkomíšní mok lumbální punkcí z páteřního kanálu.

## Nervy vegetativní
Nervy vegetativní neboli autonomní se rozdělují na nervy sympatické a parasympatické. Jejich funkce nepodléhá naší vůli. Jsou v hladkém svalstvu zažívací trubice, průdušnice, průdušek a močopohlavním ústrojí, srdeční svalovině, slinných a trávicích žlázách, v oku, okolo všech cév a v nadledvině a také v dalších orgánech.
Sympatické vegetativní nervy vystupují z míchy krční, hrudní a bederní. Zauzlina je blízko míchy, a to v truncus sympaticus – hlavním kmeni sympatického nervového systému. Ten vypadá jako korálky na niti. Parasympatické vegetativní nervy vystupují z hlavy a křížové míchy. Zauzlina je blízko inervovaného orgánu a často se ztrácí v jeho stěně, a tak není vidět.
Sympatické a parasympatické nervstvo působí navzájem antagonisticky, sympaticus zrychluje srdeční činnost a má jako mediátor noradrenalin a adrenalin, parasympatikus srdeční činnost zpomaluje a má jako mediátor acetylcholin. Kromě toho mají oba spoustu dalších funkcí – všechny, které neovlivňujeme vůlí – pocení, pohyby střev…

## Nejdelší nervstvo
Disponovali jím zřejmě sauropodní dinosauři, u nichž mohl jeden nerv dosahovat délky až přes 40 metrů. Vzruch jím byl veden do mozku několik desetin sekundy.